# U.S. Route 400
U.S Route 400 (också kallad U.S. Highway 400 eller med förkortningen US 400) är en amerikansk landsväg i USA som går mellan Granada i Colorado och Joplin i Missouri.